# Thymoites ilvan
Thymoites ilvan är en spindelart som beskrevs av Claude Lévi 1964. Thymoites ilvan ingår i släktet Thymoites och familjen klotspindlar. Inga underarter finns listade i Catalogue of Life.